# 小行星3832
小行星3832（英語：3832 Shapiro）是一颗围绕太阳公转的小行星。1981年8月30日，愛德華·鮑威爾在可可尼诺县发现了此天体。
这颗小行星的绝对星等为358.4441641947255等。